# Acacia leptocarpa
Acacia leptocarpa — вид квіткових рослин з родини бобових. Ареал: Австралія (Північна територія, Квінсленд, Західна Австралія), Нова Гвінея.

## Середовище
Здебільшого він зустрічається у відкритих лісах, але також росте в мусонних лісах і на околицях тропічних лісів.

## Біоморфологічна характеристика
Acacia leptocarpa зазвичай росте як невелике деревце від 6 до 10 метрів у висоту, але може досягати 15 метрів у висоту, хоча іноді цвіте у вигляді куща заввишки до 2 метрів. Має темно-сіру або майже чорну кору. Кутасті гілочки голі. Філодії мають серпоподібні пластини від 12 до 21 см у довжину й від 1 до 2,5 см ушир. Вид також має малі й непомітні прилистки. Цвіте з осені до весни і дає приємно ароматизовані жовті суцвіття на колоссях приблизно від 5 до 7 см, розташованих групами по два в пазухах листя. Стручки лінійні, вигнуті або згорнуті у довжину близько 12 см і вшир 0,3 см. Блискуче темно-коричневе або чорне насіння всередині стручків розташовані поздовжньо і мають довжину ≈ 4 мм.